# Acrobates pygmaeus
Acrobates pygmaeus là một loài động vật có vú trong họ Acrobatidae, bộ Hai răng cửa. Loài này được Shaw mô tả năm 1793.

## Hình ảnh

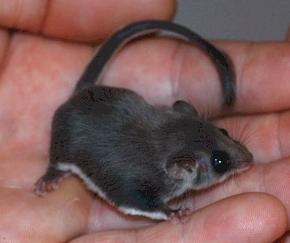
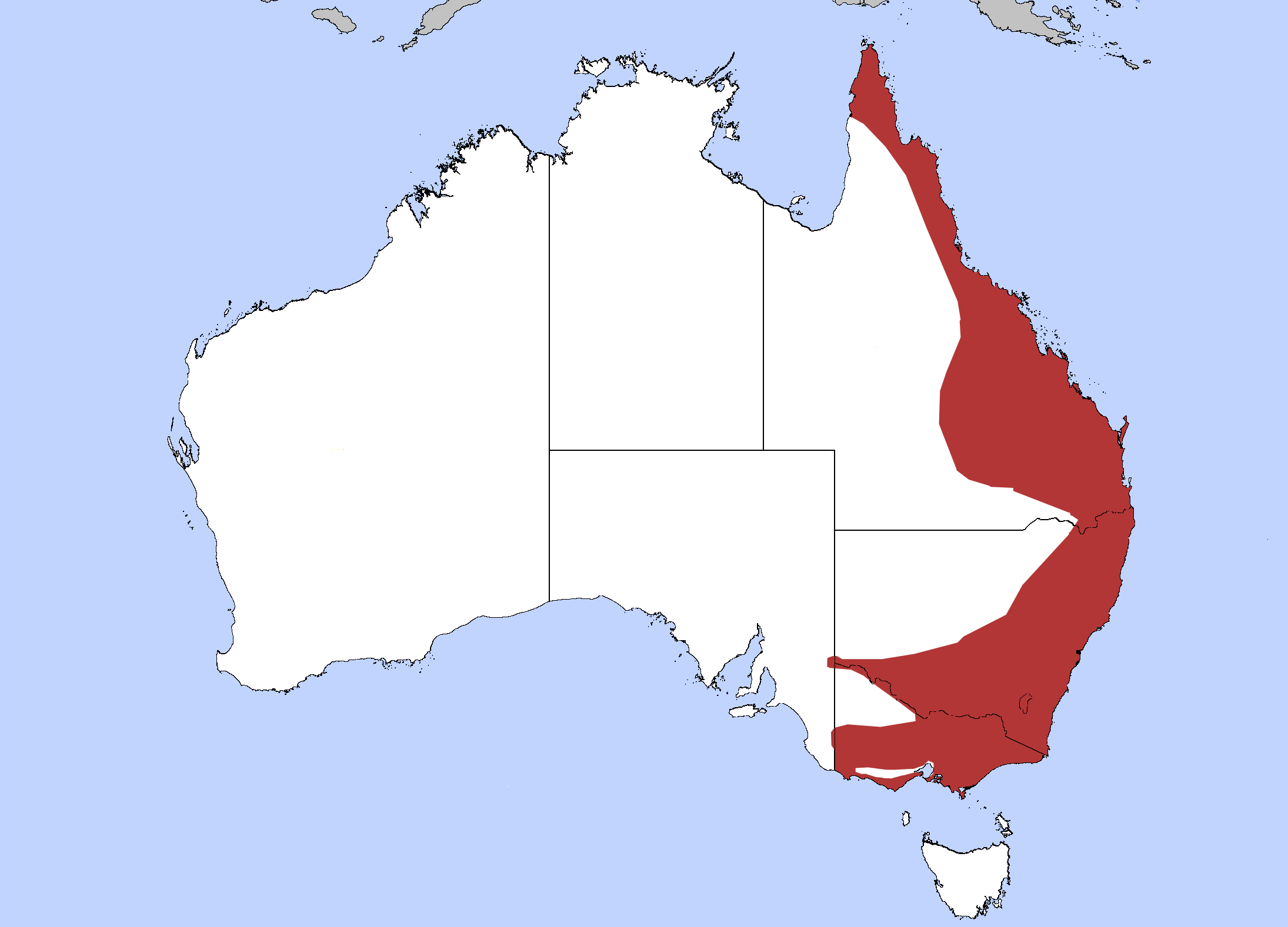
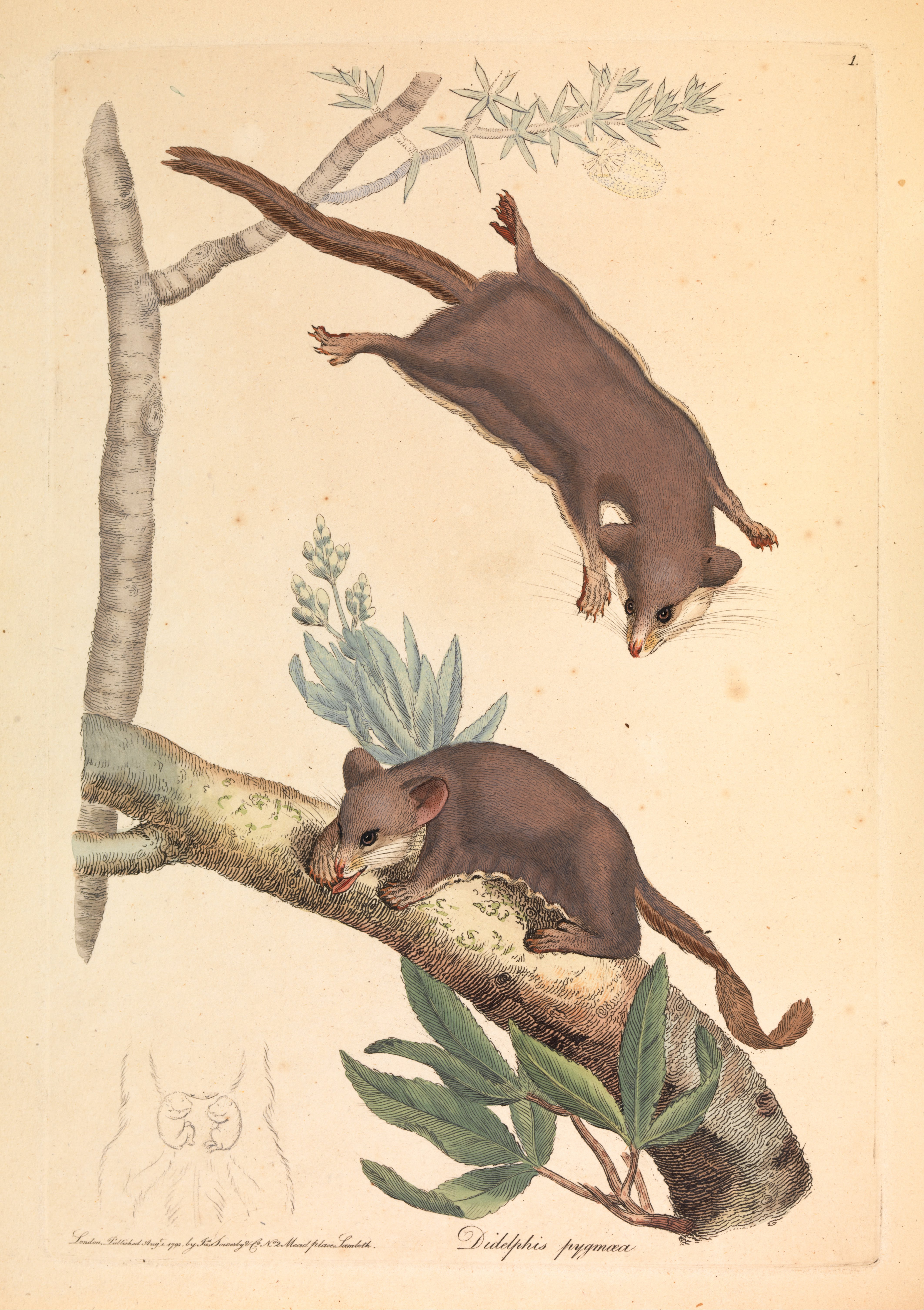
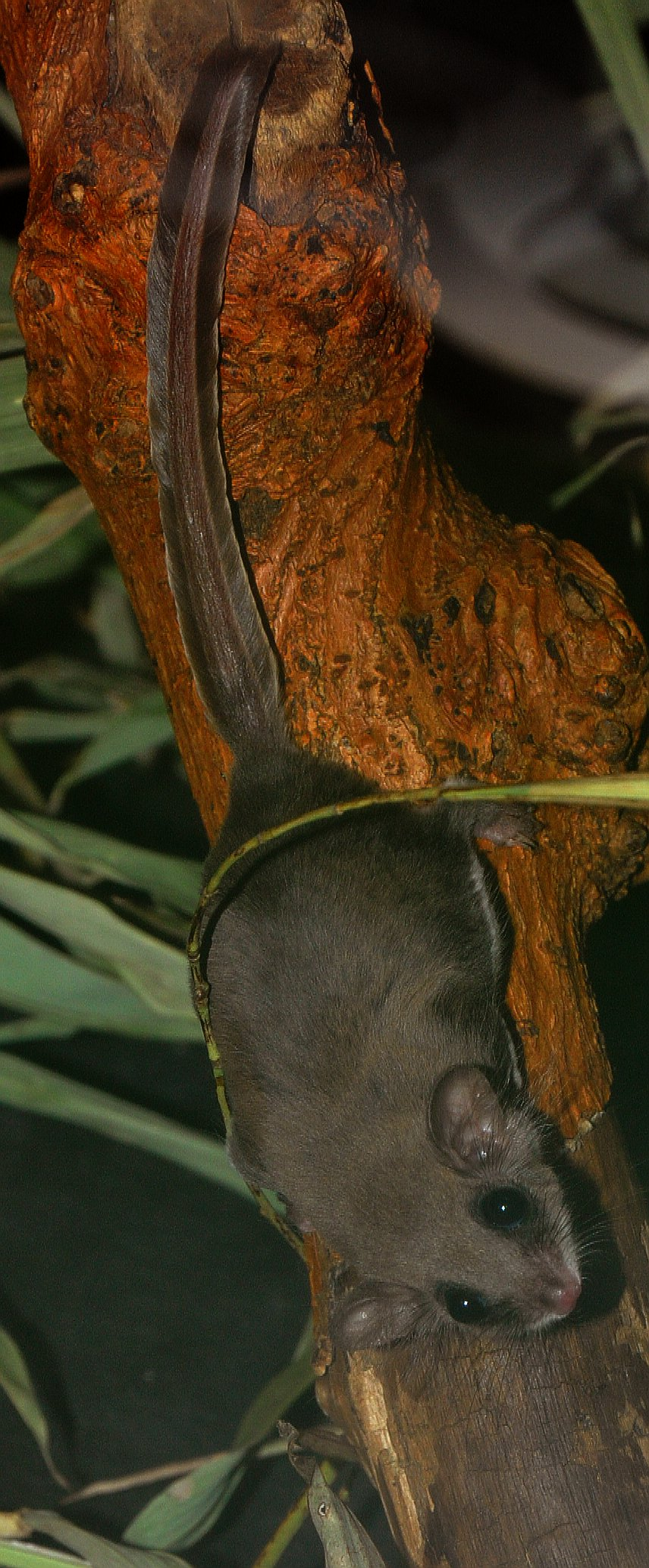
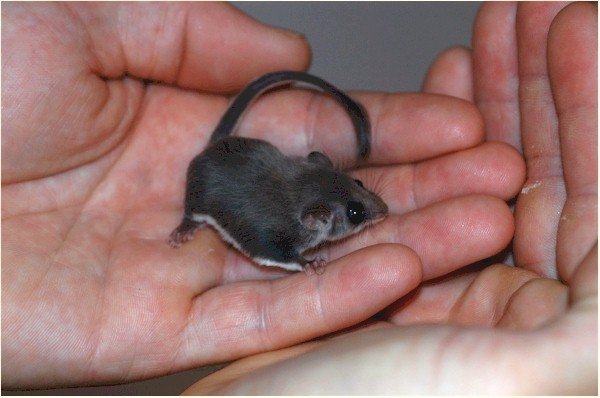